# Euphyia griseoviridis
Euphyia griseoviridis är en fjärilsart som beskrevs av Kitt 1926. Euphyia griseoviridis ingår i släktet Euphyia och familjen mätare. Inga underarter finns listade i Catalogue of Life.